# The Pacific
The Pacific är en TV-miniserie från 2010 som utspelar sig under andra världskriget, producerad av HBO. Serien är fortsättningen från Band of Brothers men hänger inte ihop - Band of Brothers fokuserade på USA:s armés inblandning i Europa medan den nya serien handlar om USA:s marinkår under Stillahavskriget
Inspelningarna gjordes i Australien under 2007 och 2008, och den 9 timmar långa miniserien produceras av Tom Hanks, Steven Spielberg samt Gary Goetzman.

## Rollista
- James Badge Dale – Vicekorpral Robert Leckie (1920–2001)
- Joseph Mazzello – Korpral Eugene "Sledgehammer" Sledge (1923–2001)
- Jon Seda – Gunnery Sergeant John Basilone (1916–1945)
- Ashton Holmes – Korpral Sidney "Sid" Phillips (1924–)
- William Sadler – Överstelöjtnant Lewis "Chesty" Puller (1898–1971)
- Jon Bernthal – Sergeant Manuel "Manny" Rodriguez (−1942)
- Jacob Pitts – Vicekorpral Bill "Hoosier" Smith (1922–1985)
- Keith Nobbs – Vicekorpral Bud "Runner" Conley (1921–1997)
- Josh Helman – Korpral Lew "Chuckler" Juergens (1918–1982)
- Henry Nixon – Löjtnant Hugh Corrigan (1920–2005)
- Rami Malek – Korpral Merriell "Snafu" Shelton (1922–1993)
- Brendan Fletcher – Vicekorpral Bill Leyden (1927–2008)
- Martin McCann – Sergeant R.V Burgin  (1922–)
- Dylan Young – Vicekorpral Jay De L'Eau (–2003)
- Andrew Lees – Vicekorpral Robert Oswalt (−1944)
- Scott Gibson – Kapten Andrew Haldane (1917–1944)[1]
- Gary Sweet – Fältväbel Elmo "Gunny" Haney (b. 1898–1979)
- Joshua Bitton – Sergeant J. P. Morgan (–1980)
- Toby Leonard Moore – Underlöjtnant Stone
- Nathan Corddry – Vicekorpral Loudmouth (−1944)
- Cariba Heine – Phyllis
- Nikolai Nikolaeff – Rear Echelon Man
- Matt Craven – Dr. Grant
- Damon Herriman – Merrin
- Dwight Braswell – Vicekorpral Clifford "Steve" Evanson (1928–1945)[2]
- Ben Esler – Vicekorpral Charles "Chuck" Tatum (1926–2014)[2]
- Joshua Close – Major Edward Sledge
- Noel Fisher – Menige Hamm (−1945)
- Chris Foy – Menige Tony "Kathy" Peck
- Leon Ford – Löjtnant Edward "Hillbilly" Jones (1917–1944)
- Freddie Joe Farnsworth – Premiärlöjtnant "Stumpy" Stanley
- Sandy Winton – Kapten Jameson
- Tom Budge – Ronnie "The Kid" Gibson
- Richard Cawthorne – Perle
- Anna Torv – Virginia Grey (1917–2004)
- Claire van der Boom – Stella
- Ashley Zukerman – Underlöjtnant Robert "Mac" MacKenzie (–2003)
- Caroline Dhavernas – Vera Keller
- Annie Parisse – Sergeant Lena Mae Riggi Basilone (1913–1999)
- Catherine McClements – Catherine Leckie
- Isabel Lucas – Gwen
- Penny McNamee – Hope
- Mauricio Merino Jr – Handyboy
- Brandon Keener – Charles Dunworthy

## Avsnitt
| Nr | Titel                      | Regisserad av                 | Skriven av                                            | Första sändningsdatum | Amerikanska tittare (miljoner) |
| --- | -------------------------- | ----------------------------- | ----------------------------------------------------- | --------------------- | ------------------------------ |
| 1 | "Guadalcanal/Leckie"       | Tim Van Patten                | Bruce C. McKenna                                      | 14 mars 2010          | 3.08                           |
| Robert Leckie och 1st Marines landstiger på Guadalcanal och deltar i slaget om Tenaru. Eugene Sledge övertalar sina föräldrar om att låta honom delta i kriget. I vissa scener utspelas även slaget om Savo Island. |                            |                               |                                                       |                       |                                |
| 2 | "Basilone"                 | David Nutter                  | Bruce C. McKenna                                      | 21 mars 2010          | 2.79                           |
| John Basilone och 7th Marines landstiger på Guadalcanal för att stärka försvarsverken runt Henderson Field. Basilone, som försöker flytta sitt maskingevär till en bättre position, bränner sina armar när han släpar på eldröret med sina bara händer samtidigt som han blir beskjuten. Men han fortsätter att kämpa.                                       |                            |                               |                                                       |                       |                                |
| 3 | "Melbourne"                | Jeremy Podeswa                | George Pelecanos & Michelle Ashford                   | 28 mars 2010          | 2.77                           |
| 1:a marindivisionen på Guadalcanal blir avlösta och anländer till Melbourne, Australien. Leckie blir kär i Stella, en australiensisk flicka med grekiska rötter, som bjuder in honom att bo hos hennes föräldrars hem. Basilone tilldelas en Medal of Honor och skickas hem för att sälja krigsobligationer.                                                 |                            |                               |                                                       |                       |                                |
| 4 | "Gloucester/Pavuvu/Banika" | Graham Yost                   | Robert Schenkkan & Graham Yost                        | 4 april 2010          | 2.52                           |
| Eugene Sledge tar värvning i marinkåren och tränar sig för strid, medan Leckie och 1:a marindivisionen ger sig ut i strid vid Cape Gloucester. Efter striden på Cape Gloucester anländer Leckie och 1:a marindivisionen på Pavuvu, som tjänar som deras tillfälliga fältläger. Leckie behandlas för sängvätning på grund av stridsstress.                    |                            |                               |                                                       |                       |                                |
| 5 | "Peleliu Landing"          | Carl Franklin                 | Laurence Andries & Bruce C. McKenna                   | 11 april 2010         |                                |
| Sledge återförenas med sin nära vän, Sidney Phillips. Leckie integrerar sig tillbaka in i livet i frontlinjen. Sledge och Leckie landstiger med 1:a marindivisionen på Peleliu. |                            |                               |                                                       |                       |                                |
| 6 | "Peleliu Airfield"         | Tony To                       | Bruce C. McKenna, Laurence Andries & Robert Schenkkan | 18 april 2010         |                                |
| Marinsoldaterna ger sig ut för att inta Pelelius flygfält. Leckie blir sårad av en explosion under striden, samtidigt som man försöker förmedla ett meddelande till en sjukvårdsman. Med ett ansikte fyllt med granatsplitter och begränsad rörlighet, blir han evakuerad och skickas för att återhämta sig på ett sjukhusfartyg medan striderna fortsätter. |                            |                               |                                                       |                       |                                |
| 7 | "Peleliu Hills"            | Tim Van Patten                | Bruce C. McKenna                                      | 25 april 2010         |                                |
| Sledge och 5th Marines förflyttar sig till Pelelius Bloody Nose Ridge för att möta japanerna. Andrew "Ack-Ack" Haldane blir skjuten till döds av en japansk prickskytt samtidigt som han undersökte området runt Hill 140. |                            |                               |                                                       |                       |                                |
| 8 | "Iwo Jima"                 | David Nutter & Jeremy Podeswa | Robert Schenkkan & Michelle Ashford                   | 2 maj 2010            |                                |
| Basilone överförs till 5:e marindivisionen där han tränar upp marinsoldaterna inför strid. Där möter han och gifter sig med Lena Riggi. Senare landstiger han på Iwo Jima, men blir dödad av granatsplitter från en japansk granatkastare. |                            |                               |                                                       |                       |                                |
| 9 | "Okinawa"                  | Tim Van Patten                | Bruce C. McKenna                                      | 9 maj 2010            |                                |
| Sledge och 1:a marindivisionen landstiger på Okinawa. Sledge, nu en erfaren veteran, blir mer cynisk och visar inte längre någon medkänsla för de japanska soldaterna. Medan och de andra gör sig i ordning att resa hem från Okinawa för de höra om en "ny bomb" som "på ett ögonblick har förångat en hel [japansk] stad".                                 |                            |                               |                                                       |                       |                                |
| 10 | "Home"                     | Jeremy Podeswa                | Bruce C. McKenna & Robert Schenkkan                   | 16 maj 2010           |                                |
| Sledge och Leckie återvänder hem efter Japans kapitulation. Sledge hemsöks fortfarande av krigets fasor. Leckie inleder ett förhållande med Vera. John Basilones änka, Lena, besöker hans föräldrar och ger dem hans Medal of Honor. |                            |                               |                                                       |                       |                                |

## Sändningar i Sverige
Den 4 april 2010 hade serien premiär i Sverige på Canal+. Serien visades även i SVT med start 29 december 2010 och fanns även tillgänglig via dess Play-tjänst under en begränsad tid. SVT fälldes av granskningsnämnden för att de sänt The Pacific utan föregående varning om att programmet innehöll realistiska och närgångna våldsskildringar. Även tillhandahållandet via SVT Play fälldes av granskningsnämnden då den ansåg att SVT inte gjort tillräckligt för att förhindra att barn tagit del av programmet.